# ويليام هايز (لاعب كرة قدم أمريكية)
ويليام هايز (بالإنجليزية: William Hayes) هو لاعب كرة قدم أمريكية أمريكي، ولد في 2 مايو 1985 في هاي بوينت في الولايات المتحدة.

## وصلات خارجية
- ويليام هايز على موقع مرجع كرة القدم المحترفة.كوم (الإنجليزية)